# 新立街道 (七台河市)
新立街道，是中华人民共和国黑龙江省七台河市新兴区下辖的一个乡镇级行政单位。

## 行政区划
新立街道下辖以下地区：
江月社区、秋月社区、双太社区和立新社区。